# Mike Franks
Mike Franks (ur. 23 września 1963) – amerykański sprinter, srebrny medalista mistrzostw świata z Helsinek w biegu na 400 metrów.

## Osiągnięcia
- srebrny medal mistrzostw świata (bieg na 400 m, Helsinki 1983)
- 1. miejsce w klasyfikacji Finału Grand Prix IAAF w biegu na 400 metrów za rok 1985, Franks wygrał również bieg na tym dystansie podczas finału, a w klasyfikacji punktowej wszystkich konkurencji zajął 2. lokatę
- 1. miejsce w pucharze świata (bieg na 400 m, Canberra 1985) Franks jest aktualnym rekordzistą tej imprezy (44,47)
- brąz halowych mistrzostw świata (bieg na 400 m, Indianapolis 1987)
- 3. miejsce podczas Finału Grand Prix IAAF (bieg na 400 m, Bruksela 1987)

## Rekordy życiowe
- bieg na 400 m  44.47  Canberra 5 października 1985